# Equiatrik
Equiatrik (läkekonst för hästar) är ett samlingsbegrepp för alternativmedicinska behandlingsmetoder för hästar. Behandlingarna gäller främst homeopati, massage och akupunktur, och sägs syfta till en helhetssyn och en läkekonst som behandlar hela hästen och ej enstaka symptom.  Ingen av metoderna har dock någon vetenskapligt säkerställd effekt på hästar.